# Igreja Ortodoxa Grega de Alexandria
A Igreja Ortodoxa Grega de Alexandria ou Patriarcado de Alexandria e Toda a África (em grego:  Πατριαρχεῖον Ἀλεξανδρείας καὶ πάσης Ἀφρικῆς, Patriarcheîon Alexandreías kaì pásēs Aphrikês) é uma Igreja Ortodoxa Grega autocéfala dentro da ampla comunhão das Igrejas Ortodoxas.
Oficialmente, ela é chamada de Patriarcado Grego Ortodoxo de Alexandria para distingui-la da Patriarcado Copta Ortodoxo de Alexandria, da ortodoxia oriental. Membros desta Igreja já foram conhecidos como "Melquitas" (realistas, fiéis ao Imperador de Constantinopla) após o cisma que se seguiu ao Concílio de Calcedônia em 451.
É também um dos cinco patriarcados da antiguidade, chamados de Pentarquia.
Dentro da comunhão ortodoxa, ele ocupa o segundo lugar de precedência.

## História
A Igreja de Alexandria é tradicionalmente concebida como tendo sido fundada por São Marcos Evangelista por volta do ano 42 d.C., rapidamente se tornando uma força local relevante. Seus primeiros seguidores eram principalmente judeus de Alexandria, tais como Teófilo, a quem Lucas dirige seu evangelho e os Atos dos Apóstolos, mas a igreja se espalhou a ponto de ter 108 diferentes bispos em seu auge, tornando-se a segunda igreja na ordem da Pentarquia e gerando personalidades tão diversas como Santo Atanásio e Ário, centrais para a controvérsia ariana.

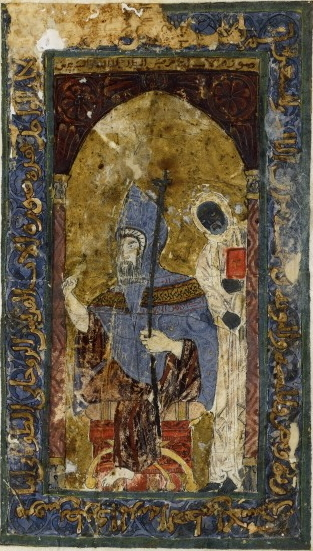
Patriarca Marcos III com um assistente negro africano.

Junto com Roma e Antioquia, foi uma das principais sés do cristianismo nos primeiros séculos da Igreja, e seu status foi confirmado no Cânon 6 do Primeiro Concílio Ecumênico e no Cânon 2 do Segundo.
Em 451, o Concílio de Calcedônia condenou o monofisismo, gerando cisma na Igreja de Alexandria liderado por Dióscoro, que, apesar de não professar a doutrina monofisista de Êutiques, rejeitava a resolução calcedoniana, progressivamente gerando a formação separada da Igreja Copta em meio a controvérsias políticas. Desde então, a porção da Igreja de Alexandria fiel à cristologia calcedoniana tem sido, do ponto de vista litúrgico, falante do grego, sendo que a maioria dos nativos (ou seja, os falantes da língua copta) e seus descendentes se tornando parte da Igreja Copta, da ortodoxa oriental. Após a conquista árabe do Norte da África no século VII d.C., este grupo que já era pequeno continuou assim por muitos séculos.
Hoje em dia, por volta de 250 mil cristãos gregos constituem o Patriarcado de Alexandria no Egito, o maior número desde o Império Romano, em geral descendentes de sírios e libaneses estabelecidos no país no século XIX. A Igreja ainda se expandiu extensamente ao longo do Leste Africano através de atividade missionária a partir de meados do século XX, principalmente em Uganda, onde comunidades cismáticas de influência ortodoxa foram recebidas pela Igreja em 1946, e Quênia, que passou por um processo semelhante, tendo segundo pesquisa de 2010 mais de 650 mil membros. Populações expressivas também se estabeleceram na Tanzânia, Zimbábue e Zâmbia.

### 2019 - Cisma com Moscou
Em 27 de dezembro de 2019, a Igreja Ortodoxa Russa cortou oficialmente os laços com o Patriarcado de Alexandria por causa do reconhecimento deste último da Igreja Ortodoxa da Ucrânia, cuja autocefalia é rejeitada pela Igreja sediada em Moscou. Isso foi feito depois que Teodoro II anunciou seu apoio à Igreja Ortodoxa da Ucrânia.  O Santo Sínodo da Igreja Ortodoxa Russa observou que permanecerá em comunhão com os clérigos da Igreja de Alexandria que rejeitam a decisão de Teodoro II, e que as paróquias ortodoxas na África serão removidas da jurisdição do Patriarcado de Alexandria e tornadas diretamente subordinadas a Igreja Ortodoxa Russa.

## Estrutura e hierarquia

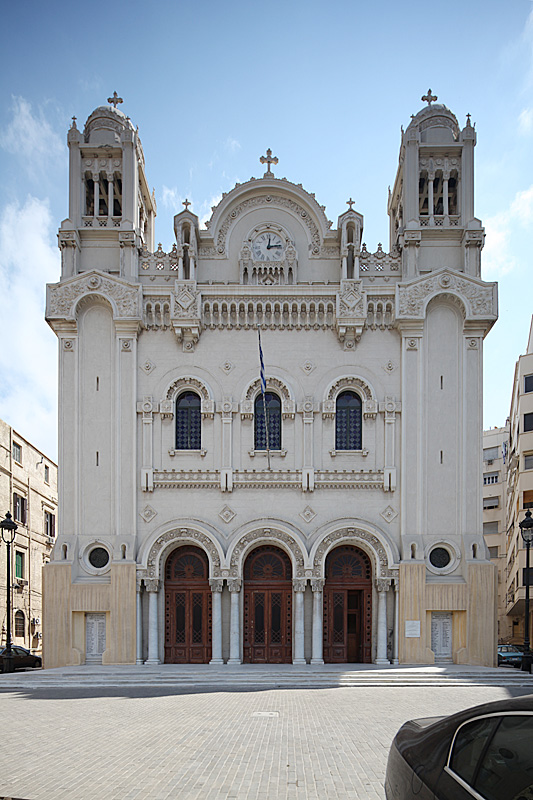
Catedral Patriarcal em Alexandria.

### Patriarca
- Patriarca Teodoro II, Papa e Patriarca da Arquidiocese de Alexandria no Egito, Primaz do Patriarcado Ortodoxo Grego de Alexandria e de Toda a África.

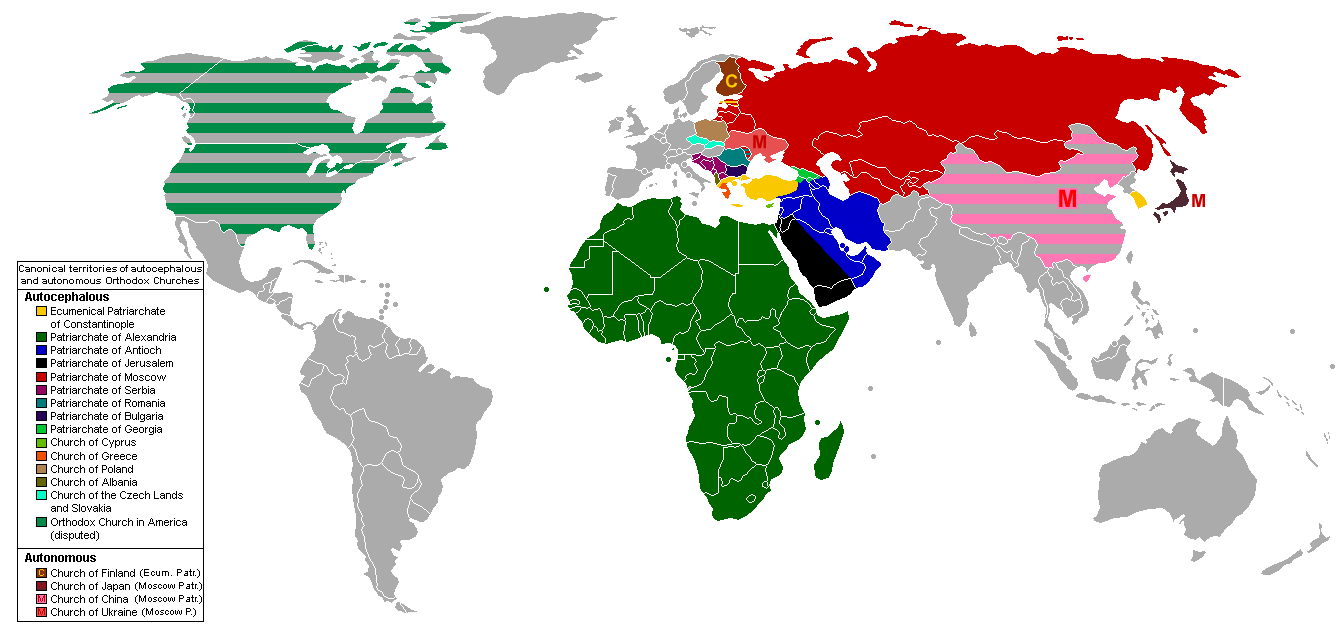
Territórios canônicos das Igrejas Ortodoxas

### Arcebispos metropolitas
- Metropolita Narciso (Gammo) da Arquidiocese de Accra com jurisdição sobre Burkina Faso, Costa do Marfim, Gâmbia, Gana, Guiné, Guiné-Bissau, Libéria e Mali;
- Metropolita Pedro (Giakoumelos) da Arquidiocese de Axum, com sede em Adis Abeba e jurisdição sobre o Chifre da África;
- Metropolita Gennadius (Stantzios) da Arquidiocese de Botswana;
- Metropolitano Pantaleão (Arathymos) da Arquidiocese de Brazzaville e Gabão, com jurisdição sobre o Congo e Gabão;
- Metropolita Gregory (Stergiou) da Arquidiocese de Camarões com jurisdição sobre Camarões, República Centro-Africana, Chade, Guiné Equatorial e São Tomé e Príncipe;
- Metropolita Meletius (Koumanis) da Arquidiocese de Cartago, sediado em Túnis com jurisdição sobre a Argélia, Mauritânia, Marrocos e Tunísia;
- Metropolita Demetrius (Zacharengas) da Arquidiocese de Dar es Salaam com jurisdição sobre o leste da Tanzânia e as Seychelles;
- Metropolita Sergius (Kykkotis) da  Arquidiocese da Boa Esperança, com sede na Cidade do Cabo com jurisdição sobre as províncias da África do Sul do Cabo Oriental, Norte e Ocidental, KwaZulu-Natal e Estado Livre, bem como Lesoto, Namíbia e Suazilândia;
- Metropolita Nicolau (Antoniou), da Arquidiocese de Hermópolis, com sede em Tanta e jurisdição sobre os cristãos ortodoxos de língua árabe do Egito;
- Metropolita Damasceno (Papandreou) da Arquidiocese de Joanesburgo e Pretória com jurisdição sobre o nordeste da África do Sul;
- Metropolita Jonah (Lwanga) da Arquidiocese de Kampala com jurisdição sobre Uganda;
- Metropolita Meletius (Kamiloudis) da Arquidiocese de Catanga, sediado em Lubumbashi, na República Democrática do Congo;
- Metropolita Nicéforo (Konstantinou) da Arquidiocese de Kinshasa com jurisdição sobre a República Democrática do Congo;
- Metropolita Gabriel (Raftopoulos) da Arquidiocese de Leontópolis, com sede em Ismailia e jurisdição sobre o nordeste do Egito;
- Metropolita Inácio (Sennis) da Arquidiocese de Madagascar com jurisdição sobre Madagascar, Comores, Mayotte, Maurício e Reunião;
- Metropolita Nicodemos (Priangelos) da Arquidiocese de Memphis, sentado em Heliópolis;
- Metropolita Jerome (Muzeeyi) da  Arquidiocese de Mwanza, com sede em Bukoba e jurisdição sobre o oeste da Tanzânia;
- Metropolita Macarius (Telyridis) da Arquidiocese de Nairobi com jurisdição sobre o Quênia;
- Metropolita Alexandre (Gianniris) da Arquidiocese da Nigéria com jurisdição sobre a Nigéria, Níger, Benin e Togo;
- Metropolita Savvas (Cheimonetos) da Arquidiocese de Nubia, com sede em Cartum com jurisdição sobre o Sudão e o Sudão do Sul;
- Metropolita Nephon (Tsavaris) da  Arquidiocese de Pelusium, sentado em Port Said;
- Metropolita Emmanuel (Kagias) da Arquidiocese de Ptolemais, sediado em Minya com jurisdição sobre o Alto Egito;
- Metropolita Teofilato (Tzoumerkas) da Arquidiocese de Trípoli com jurisdição sobre a Líbia;
- Metropolita John (Tsaftaridis) da Arquidiocese da Zâmbia e Malawi, sentado em Lusaka;
- Metropolita Serafim (Iakovou) da Arquidiocese do Zimbábue e Angola, com sede em Harare;
- Metropolita Innocentius (Byakatonda) da Arquidiocese de Burundi e Ruanda.

### Bispos
- Bispo Crisóstomo (Karagounis) da Diocese de Moçambique;
- Bispo Neophytus (Kongai) da Diocese de Nyeri e Monte Quênia;
- Bispo Athanasius (Akunda) da Diocese de Kisumu e Quênia Ocidental;
- Bispo Agathonicus (Nikolaidis) da Diocese de Arusha e Tanzânia Central;
- Bispo Silvestros (Kisitu) da Diocese de (Gulu) e Uganda oriental.

## Primaz

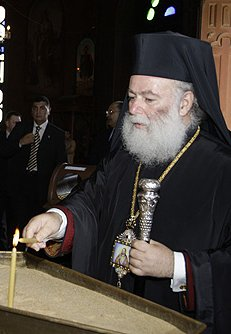
Teodoro II de Alexandria

O Primaz e principal Bispo da Igreja Ortodoxa Grega de Alexandria é o Papa e Patriarca de Alexandria e Toda África, posto atualmente de Teodoro II. Seu título completo é "Sua Mais Divina Beatitude, o Papa e Patriarca da Grande Cidade de Alexandria, Líbia, Pentápole, Etiópia, todas as terras do Egito e Toda a África, Pai dos Pais, Pastor dos Pastores, Prelado dos Prelados, Décimo-Terceiro Apóstolo e Juiz Ecumênico." Como o Papa Ortodoxo Copta de Alexandria e o Patriarca Católico Copta de Alexandria, ele alega a sucessão apostólica de Marcos, o evangelista, na função de Bispo de Alexandria, que fundou a Igreja da cidade no século I e, portanto, iniciou o Cristianismo na África.